# Мјејска Горка
Мјејска Горка (пољ. Miejska Górka) град је у Пољској у Војводству великопољском. По подацима из 2012. године број становника у месту је био 3239.

## Становништво
| 2012. |
| ----- |
| 3.239 |